# Erovnuli Liga
La Erovnuli Liga —en georgiano: უმაღლესი ლიგა, «Liga Nacional»; conocida como Crystalbet Erovnuli Liga por motivos de patrocinio— es la máxima categoría masculina de fútbol del sistema de ligas de Georgia, organizada de forma conjunta por la Liga Profesional de Georgia y por la Federación Georgiana de Fútbol (GFF).
Fue fundada en 1990 por los clubes georgianos que habían abandonado el sistema de ligas soviético, y desde 1992 cuenta con reconocimiento de la UEFA. El equipo más laureado es el Dinamo Tiflis.

## Historia
El primer campeonato de fútbol de Georgia se disputó en 1927, cuando el actual país era una república socialista de la Unión Soviética. Nueve años más tarde, con motivo de la creación de la Primera División de la Unión Soviética, el Dinamo Tiflis fue invitado como equipo representativo de Georgia en la temporada de otoño de 1936.
Dentro del sistema de ligas de la URSS, la llamada «Liga de la RSS de Georgia» era una división regional integrada en las categorías inferiores, mientras que los mejores clubes de la república podían acceder al sistema nacional. El Dinamo Tiflis se mantuvo en la máxima categoría durante 51 temporadas, fue campeón en dos ediciones (1964 y 1978) y llegó incluso a ganar la Recopa de Europa 1980-81. Al margen de esta entidad, hubo otros cuatro clubes georgianos que jugaron en la élite al menos una vez: Torpedo Kutaisi, Spartak Tiflis, Guria Lanchkhuti y Lokomotivi Tiflis.
En 1990, la recién creada Federación Georgiana de Fútbol conformó una liga nacional, tiempo después conocida como Umaglesi Liga (en español: Liga Superior) a la que se sumaron todos los clubes del país; un año después se produjo la disolución de la URSS. El Dinamo Tiflis se proclamó campeón nacional consecutivo en las diez primeras temporadas, pero su dominio se vio contestado en el siglo XXI con la irrupción del Torpedo Kutaisi, así como de nuevos clubes auspiciados por inversores privados. Desde 1991 hasta 2016 el torneo se disputaba junto al resto de ligas europeas, desde otoño hasta primavera, pero en la temporada 2017 pasó a llamarse Erovnuli Liga (en español: Liga Nacional) y adoptó un calendario con partidos en verano.

## Participantes

### Temporada 2025
| Club                    | Ciudad    | Estadio                    | Capacidad |
| ----------------------- | --------- | -------------------------- | --------- |
| FC Dila Gori            | Gori      | Estadio Tengiz Burjanadze  | 8 230     |
| FC Dinamo Batumi        | Batumi    | Estadio de Batumi          | 20 000    |
| FC Dinamo Tiflis        | Tiflis    | Estadio Borís Paichadze    | 54 000    |
| FC Gagra                | Gagra     | Estadio Merani             | 1 500     |
| FC Gareji Sagarejo      | Sagareyo  | Estadio Central            | 2 000     |
| FC Iberia 1999          | Tiflis    | Estadio David Petriashvili | 2 130     |
| FC Koljeti-1913 Poti    | Poti      | Estadio Fasizi             | 6 000     |
| FC Samgurali Tskhaltubo | Tsqaltubo | Estadio 26 de mayo         | 12 000    |
| FC Telavi               | Telavi    | Estadio Givi Chokheli      | 12 000    |
| FC Torpedo Kutaisi      | Kutaisi   | Estadio Ramaz Shengelia    | 19 400    |

## Sistema de competición
La Erovnuli Liga es un torneo organizado y regulado por la Federación Georgiana de Fútbol (GFF), conjuntamente con el resto de categorías inferiores. La competición se disputa anualmente, empezando en febrero y terminando en noviembre del mismo año. Siguiendo un sistema de liga, los diez clubes participantes se enfrentarán todos contra todos en cuatro ocasiones: dos en campo propio y dos en el contrario, hasta disputar un total de 36 jornadas. El orden de los encuentros se decide por sorteo antes de empezar.
La clasificación final se establece con arreglo a los puntos totales obtenidos por cada equipo al finalizar el campeonato. Los equipos obtienen tres puntos por cada partido ganado, un punto por cada empate y ningún punto por los partidos perdidos. Si al finalizar el campeonato dos equipos igualan a puntos, existen mecanismos de desempate:
1. El que tenga una mayor diferencia de puntos, teniendo en cuenta solo los partidos jugados entre los clubes implicados.
2. El que tenga una mayor diferencia entre goles a favor y en contra, según el resultado de los partidos jugados entre ellos.
3. El que tenga la mayor diferencia de goles a favor, teniendo en cuenta todos los obtenidos y recibidos en el transcurso de la competición.
4. El club que haya marcado más goles.

El equipo con más puntos al final de la temporada será proclamado campeón nacional y disputará la Liga de Campeones de la UEFA desde la primera ronda clasificatoria. El segundo y tercer clasificado, así como el vencedor de la Copa de Georgia, obtienen una plaza en la fase clasificatoria de la Liga Europa Conferencia de la UEFA. En caso de que el ganador de la Copa esté entre los tres mejores, la plaza de competición europea pasa al cuarto clasificado.
El último clasificado desciende a la segunda categoría y, de esta, ascenderá recíprocamente el primer clasificado. El penúltimo y antepenúltimo disputarán una promoción a ida y vuelta frente al tercer y segundo clasificado de la división inferior, respectivamente.

## Historial

### Era soviéticaRSS de Georgia(1927–1989)
- 1927: Batumi XI
- 1928: Tbilisi XI
- 1929-35 - No disputado
- 1936: ZII Tbilisi
- 1937: FC Lokomotivi Tbilisi
- 1938: FC Dinamo Batumi
- 1939: Nauka Tbilisi
- 1940: FC Dinamo Batumi
- 1941-42 - No disputado
- 1943: ODKA Tbilisi
- 1944    - No disputado
- 1945: FC Lokomotivi Tbilisi
- 1946: FC Dinamo Kutaisi
- 1947: FC Dinamo Sukhumi
- 1948: FC Dinamo Sukhumi
- 1949: FC Torpedo Kutaisi
- 1950: TODO Tbilisi
- 1951: TODO Tbilisi
- 1952: TTU Tbilisi
- 1953: TTU Tbilisi
- 1954: TTU Tbilisi
- 1955: FC Dinamo Kutaisi
- 1956: FC Lokomotivi Tbilisi
- 1957: TTU Tbilisi
- 1958: TTU Tbilisi
- 1959: Metallurg Rustavi
- 1960: Imereti Kutaisi
- 1961: FC Guria Lanchkhuti
- 1962: Imereti Kutaisi
- 1963: Imereti Kutaisi
- 1964: Engurhesi Zugdidi
- 1965: Tolia Tbilisi
- 1966: FC Guria Lanchkhuti
- 1967: Mertskhali Makharadze
- 1968: SKA Tbilisi
- 1969: FC Sulori Vani
- 1970: SKIF Tbilisi
- 1971: FC Guria Lanchkhuti
- 1972: Lokomotivi Samtredia
- 1973: FC Dinamo Zugdidi
- 1974: FC Metallurg Rustavi
- 1975: Magharoeli Chiatura
- 1976: SKIF Tbilisi
- 1977: FC Mziuri Gali
- 1978: FC Kolkheti-1913 Poti
- 1979: FC Metallurg Rustavi
- 1980: FC Meshakhte Tkibuli
- 1981: FC Meshakhte Tkibuli
- 1982: Mertskhali Makharadze
- 1983: FC Samgurali Tskhaltubo
- 1984: FC Metallurg Rustavi
- 1985: Shadrevani-83 Tskhaltubo
- 1986: FC Shevardeni-1906 Tbilisi
- 1987: Mertskhali Makharadze
- 1988: FC Kolkheti-1913 Poti
- 1989: Shadrevani-83 Tskhaltubo

### República Independiente
La siguiente tabla recoge los campeones desde que la Federación Georgiana de Fútbol organizó un campeonato independiente.
| Temporada     | Campeón           | Subcampeón             | Tercero             | Máximo goleador                     | Club                             | Goles         |
| Umaglesi Liga | Umaglesi Liga     | Umaglesi Liga          | Umaglesi Liga       | Umaglesi Liga                       | Umaglesi Liga                    | Umaglesi Liga |
| ------------- | ----------------- | ---------------------- | ------------------- | ----------------------------------- | -------------------------------- | ------------- |
| 1990          | Iberia Tiflis     | Guria Lanchkhuti       | Gorda Rustavi       | Gia Guruli Mamuka Pantsulaja        | Iberia Tiflis Gorda Rustavi      | 23            |
| 1991          | Iberia Tiflis     | Guria Lanchkhuti       | Torpedo Kutaisi     | Otar Kogralidze                     | Guria Lanchkhuti                 | 14            |
| 1991-92       | Dinamo Tiflis     | Tskhumi Sujumi         | Gorda Rustavi       | Otar Kogralidze                     | Guria Lanchkhuti                 | 40            |
| 1992-93       | Dinamo Tiflis     | Shevardeni-1906 Tiflis | FC Alazani Gurjaani | Merab Megreladze                    | Samgurali Tsqaltubo              | 41            |
| 1993-94       | Dinamo Tiflis     | Kolkheti-1913 Poti     | Torpedo Kutaisi     | Merab Megreladze                    | Margveti Zestafoni               | 31            |
| 1994-95       | Dinamo Tiflis     | FC Samtredia           | Kolkheti-1913 Poti  | Georgi Daraselija                   | Kolkheti-1913 Poti               | 26            |
| 1995-96       | Dinamo Tiflis     | Margveti Zestaponi     | Kolkheti-1913 Poti  | Zviad Endeladze                     | Margveti Zestafoni               | 40            |
| 1996-97       | Dinamo Tiflis     | Kolkheti-1913 Poti     | Dinamo Batumi       | Georgi Demetradze David Ujmajuridze | Dinamo Tiflis Dinamo Batumi      | 26            |
| 1997-98       | Dinamo Tiflis     | Dinamo Batumi          | Kolkheti-1913 Poti  | Levan Khomeriki                     | Dinamo Tiflis                    | 23            |
| 1998-99       | Dinamo Tiflis     | Torpedo Kutaisi        | Lokomotive Tiflis   | Mikheil Ashvetia                    | Dinamo Tiflis                    | 26            |
| 1999-00       | Torpedo Kutaisi   | WIT Georgia            | Dinamo Tiflis       | Zurab Ionanidze                     | Torpedo Kutaisi                  | 24            |
| 2000-01       | Torpedo Kutaisi   | Lokomotive Tiflis      | Dinamo Tiflis       | Zaza Zirakishvili                   | Dinamo Tiflis                    | 21            |
| 2001-02       | Torpedo Kutaisi   | Lokomotive Tiflis      | Dinamo Tiflis       | Suliko Davitashvili                 | Merani-91 Tiflis                 | 18            |
| 2002-03       | Dinamo Tiflis     | Torpedo Kutaisi        | WIT Georgia         | Zurab Ionanidze                     | Torpedo Kutaisi                  | 26            |
| 2003-04       | WIT Georgia       | Sioni Bolnisi          | Dinamo Tiflis       | Suliko Davitashvili                 | Torpedo Kutaisi                  | 20            |
| 2004-05       | Dinamo Tiflis     | Torpedo Kutaisi        | FC Tbilisi          | Levani Melkadze                     | Dinamo Tiflis                    | 27            |
| 2005-06       | Sioni Bolnisi     | WIT Georgia            | Dinamo Tiflis       | Jaba Dvali                          | Dinamo Tiflis                    | 21            |
| 2006-07       | Olimpi Rustavi    | Dinamo Tiflis          | Ameri Tbilisi       | Sandro Iashvili                     | Dinamo Tiflis                    | 27            |
| 2007-08       | Dinamo Tiflis     | WIT Georgia            | FC Zestafoni        | Mikheil Khutsishvili                | Dinamo Tiflis                    | 16            |
| 2008-09       | WIT Georgia       | Dinamo Tiflis          | Olimpi Rustavi      | Nikoloz Gelashvili                  | FC Zestafoni                     | 20            |
| 2009-10       | Olimpi Rustavi    | Dinamo Tiflis          | FC Zestafoni        | Anderson Aquino                     | Olimpi Rustavi                   | 26            |
| 2010-11       | FC Zestafoni      | Dinamo Tiflis          | Olimpi Rustavi      | Nikoloz Gelashvili                  | FC Zestafoni                     | 18            |
| 2011-12       | FC Zestafoni      | Metalurgi Rustavi      | Torpedo Kutaisi     | Jaba Dvali                          | FC Zestafoni                     | 22            |
| 2012-13       | Dinamo Tiflis     | Dila Gori              | Torpedo Kutaisi     | Xisco Muñoz                         | Dinamo Tiflis                    | 24            |
| 2013-14       | Dinamo Tiflis     | FC Zestafoni           | Sioni Bolnisi       | Xisco Muñoz                         | Dinamo Tiflis                    | 19            |
| 2014-15       | Dila Gori         | Dinamo Batumi          | Dinamo Tiflis       | Irakli Modebadze                    | Dila Gori                        | 16            |
| 2015-16       | Dinamo Tiflis     | FC Samtredia           | Dila Gori           | Giorgi Kvilitaia                    | Dinamo Tiflis                    | 24            |
| 2016          | FC Samtredia      | Chikhura Sachkhere     | Dinamo Batumi       | Budu Zivzivadze                     | FC Samtredia                     | 11            |
| Erovnuli Liga |                   |                        |                     |                                     |                                  |               |
| 2017          | Torpedo Kutaisi   | Dinamo Tiflis          | FC Samtredia        | Irakli Sikharulidze                 | Lokomotivi Tiflis                | 25            |
| 2018          | Saburtalo Tbilisi | Dinamo Tiflis          | Torpedo Kutaisi     | Budu Zivzivadze Giorgi Gabedava     | Dinamo Tiflis Chikhura Sachkhere | 22            |
| 2019          | Dinamo Tiflis     | Dinamo Batumi          | Saburtalo Tbilisi   | Levan Kutalia                       | Dinamo Tiflis                    | 20            |
| 2020          | Dinamo Tiflis     | Dinamo Batumi          | Dila Gori           | Mykola Kovtalyuk                    | Dila Gori                        | 9             |
| 2021          | Dinamo Batumi     | Dinamo Tiflis          | Dila Gori           | Zoran Marušić                       | Dinamo Tiflis                    | 16            |
| 2022          | Dinamo Tiflis     | Dinamo Batumi          | Dila Gori           | Flamarion                           | Dinamo Batumi                    | 19            |
| 2023          | Dinamo Batumi     | Dinamo Tiflis          | Torpedo Kutaisi     | Flamarion Zoran Marušić             | Dinamo Batumi Dinamo Tiflis      | 17            |
| 2024          | Iberia 1999       | Torpedo Kutaisi        | Dila Gori           | Bjørn Johnsen                       | Torpedo Kutaisi                  | 22            |

## Palmarés
| Club                  | Títulos | Subcampeonatos | Años de los campeonatos                                                                                          |
| --------------------- | ------- | -------------- | --- |
| FC Dinamo Tiflis      | 19      | 8              | 1990, 1991, 1992, 1993, 1994, 1995, 1996, 1997, 1998, 1999, 2003, 2005, 2008, 2013, 2014, 2016, 2019, 2020, 2022 |
| FC Torpedo Kutaisi    | 4       | 3              | 2000, 2001, 2002, 2017                                                                                           |
| FC Dinamo Batumi      | 2       | 5              | 2021, 2023 |
| FC WIT Georgia        | 2       | 3              | 2004, 2009 |
| FC Zestafoni          | 2       | 2              | 2011, 2012 |
| FC Rustavi            | 2       | 1              | 2007, 2010 |
| FC Iberia 1999        | 2       | -              | 2018, 2024 |
| FC Samtredia          | 1       | 2              | 2016 |
| FC Sioni Bolnisi      | 1       | 1              | 2006 |
| FC Dila Gori          | 1       | 1              | 2015 |
| FC Kolkheti-1913 Poti | -       | 2              | |
| FC Locomotive Tbilisi | -       | 2              | |
| FC Guria Lanchkhuti   | -       | 2              | |
| FC Tskhumi Sukhumi    | -       | 1              | |
| FC Shevardeni-Tbilisi | -       | 1              | |
| FC Chikhura Sachkhere | -       | 1              | |